# География Германии

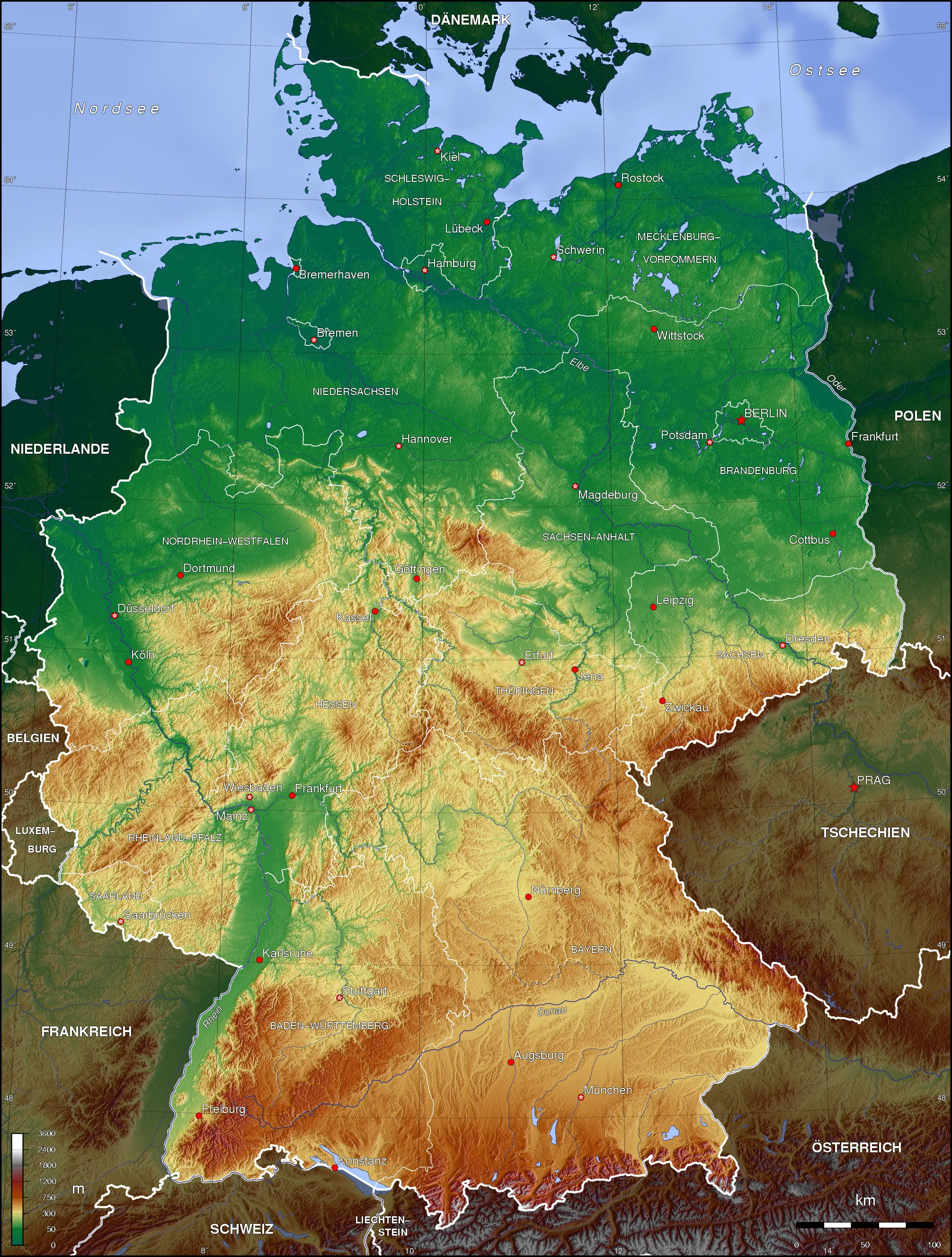
Топография Германии.

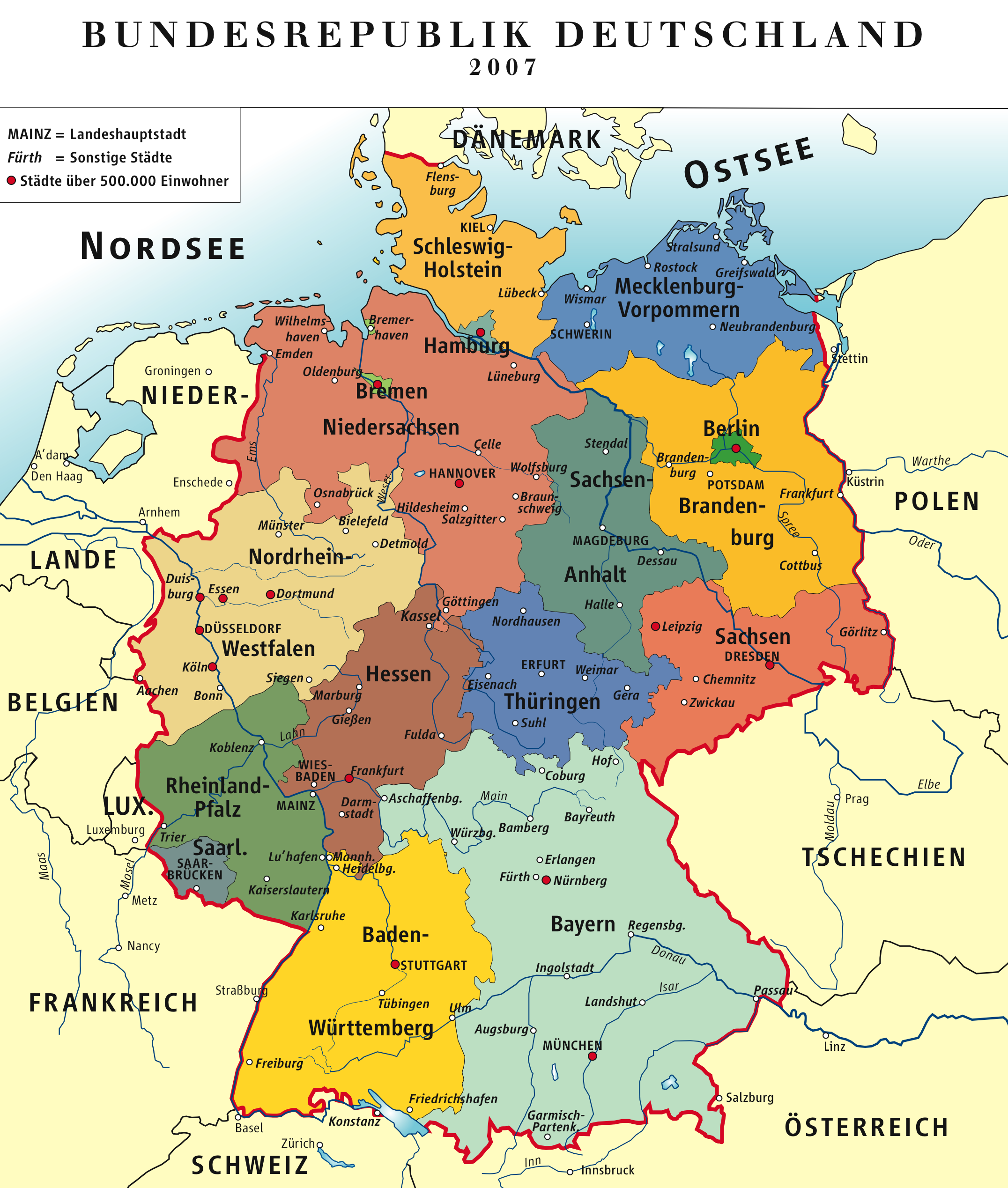
Карта-схема Германии с землями (краями), крупными городами, и граничащими государствами, на 2007 год.

География Германии — краткий географический очерк о современной стране Германия, расположенной в Центральной Европе.
Современная Германия как государство — Федерати́вная Респу́блика Герма́ния граничит на севере с Данией, на востоке с Польшей и Чехией, на юге и юго-востоке с Австрией, на юге со Швейцарией, на юго-западе с Францией, на западе с Люксембургом и Бельгией, на северо-западе с Нидерландами. Омывается с севера Северным и Балтийским морями.
Протяженность Германии составляет 876 километров с севера на юг и 640 километров с запада на восток. Крайняя северная точка находится на острове Зильт — 55°03’33’’ северной широты и 08°24’44’’ восточной долготы. Крайняя западная точка находится в коммуне Зельфкант на границе с Нидерландами — 51°03’09’’ с. ш. и 05°52’01’’ в. д.. Крайняя восточная точка находится в коммуне Найсеауэ — 51°16’22’’ с. ш. и 15°02’37’’ в. д. Крайняя южная точка Германии находится в коммуне Оберстдорф, её координаты 47°16’15’’ с. ш. и 10°10’46’’ в. д..
Высшая точка Германии — гора Цугшпитце в Баварских Альпах находится на высоте 2 962 метра. Площадь Германии составляет 357 тыс. км².
|  | География Германии | География Германии                               |
|  | ------------------ | ------------------------------------------------ |
|  | Часть света        | Европа                                           |
|  | Регион             | Северо-Западная часть Европы                     |
|  | Координаты         | 51° 00 с.ш., 9° 00 в.д.                          |
|  | Площадь            | 62-я в мире 357 021 км² вода: 2,2 % суша: 97,8 % |

## Рельеф
Северная часть Германии представляет собой сформировавшуюся во время ледникового периода низменную равнину (Северо-Германская низменность, самая низкая точка — Нойендорф-Саксенбанде в Вильстермарше, 3,54 м ниже уровня моря). В центральной части страны к низменности с юга примыкают покрытые лесом предгорья, а южнее начинаются Альпы (самая высокая точка на территории Германии — гора Цугшпитце, 2 962 метра).
Землетрясений с тяжёлыми последствиями в Германии до настоящего времени не происходило. Это можно объяснить тем, что Германия находится на Евразийской плите. Так как внутри Германии нет границ между тектоническими плитами, то землетрясения происходят относительно редко.

## Реки и озёра
По территории Германии протекает большое количество рек, наиболее крупными из которых являются Рейн, Дунай, Эльба, Везер и Одер, реки соединены каналами, наиболее известный канал — Кильский, который соединяет Балтийское и Северное моря. Кильский канал начинается в Кильской бухте и оканчивается в устье реки Эльба.
Самое крупное озеро в Германии — Боденское, площадь которого 540 км², и глубина 250 метров.

## Климат
Германия находится в умеренном климатическом поясе, на севере климат морской, южнее переходит в умеренно-континентальный.
С этим связано то, что погода часто носит переменчивый характер. Посреди лета может быть тепло и солнечно, но уже на следующий день может стать холодно и пойти дождь. По-настоящему экстремальные природные явления (сильные засухи, торнадо, штормы, сильный мороз или жара) относительно редки.
Средние температуры июля от +14 в горах до +22 °C в долинах. Средние температуры января от +4 в долинах до −5 °C в горах.
Среднегодовая температура +5-+10 °C. Самая низкая температура в Германии наблюдалась в прошлом веке на её юге, в горной части страны, на высоте 1 601 метр над уровнем моря 47 северной широты, у озера Фунтензи, и составила −46 °C, что ниже абсолютного температурного минимума в более северной и восточной Эстонии (-44 °C, Йыгева, почти 59 северной широты).
За последние несколько лет[когда?] в Германии, как и во всей Европе, произошло несколько масштабных наводнений, но, принимая во внимание долгую историю Германии, это скорее редкие природные явления (однако, многие склонны видеть в этом свидетельства потепления климата).
Летом 2003 года Германия пострадала от засухи: «лето столетия», как его окрестили в СМИ, было одним из самых жарких на протяжении нескольких последних десятилетий. Последствием засухи, среди прочего, стали значительные неурожаи. 
С 1987 года государство начало разрабатывать политику в области изменения климата. В 2021 году Федеральный конституционный суд предписал установить чёткие цели по выбросу парниковых газов в рамках климатической политики.

## Особо охраняемые природные территории
В Германии насчитывается 14 национальных парков, 19 биосферных резерватов, 104 природных парка и множество других охраняемых природных территорий и памятников природы.

## Границы Германии
Общая протяжённость границ Германии составляет 3 786 км.
| Государство | Протяженность границы, км |
| ----------- | ------------------------- |
| Австрия     | 817                       |
| Чехия       | 812                       |
| Нидерланды  | 576                       |
| Франция     | 455                       |
| Польша      | 449                       |
| Швейцария   | 316                       |
| Бельгия     | 157                       |
| Люксембург  | 136                       |
| Дания       | 68                        |